# Johann Heinrich Gernler (Historiker)
Johann Heinrich Gernler (* 2. Februar 1727 in Basel; † 11. Dezember 1764) war ein Schweizer Historiker.
Gernler studierte an der Universität Basel, erlangte 1742 den Grad eines Magisters der Philosophie und wurde zugleich Privatdozent. Ab 1754 war er bis zu seinem Tod ordentlicher Professor der Geschichte.